# تاريخ منطقة البحر المتوسط

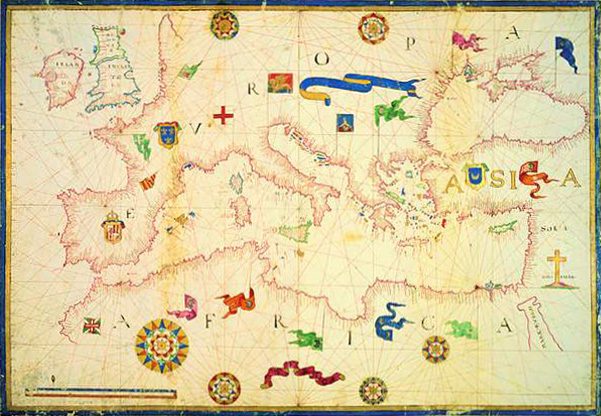

كان البحر الأبيض المتوسط هو الطريق الرئيسي السريع للنقل والتجارة والتبادل الثقافي بين شعوب متنوعة تشمل ثلاث قارات: غرب آسيا وشمال أفريقيا وجنوب أوروبا.
إن تاريخ الثقافات وشعوب حوض البحر الأبيض المتوسط مهم لفهم أصل وتطور حضارات بلاد ما بين النهرين ومصر القديمة والكنعانيون والفينيقية والعبرانية والقرطاجية واليوناني والأخمينية والتراقيون والإتروسكانية والإيبيرية والروماني والبيزنطي والبلغارية والعربية والعثماني والمسيحي والإسلامي.

## التاريخ المبكر

امتداد إقليم الهلال الخصيب في الألفية الثانية قبل الميلاد.

ظهرت أدلة بوجود أدوات حجرية في جزيرة كريت عمرها 130,000 سنة قبل الميلاد أثبتت أن الإنسان الأول تمكن من استخدام القوارب للوصول إلى الجزيرة.
انبثقت المرحلة الثقافية للحضارة (المجتمع المنظم حول المراكز الحضرية) لأول مرة في جنوب غرب آسيا بأنه امتداد العصر الحجري الحديث، منذ أوائل الألفية الثامنة قبل الميلاد لمراكز الحضرية أولية مثل جاتال هويوك. ثم بدأت الحضارات المناسبة في الظهور في العصر النحاسي في الألفية الخامسة إلى الألفية الرابعة في مصر وفي بلاد ما بين النهرين. ونشأ العصر البرونزي في تلك المنطقة خلال القرون الأخيرة من الألفية الرابعة. فطورت الحضارات الحضرية في الهلال الخصيب أنظمة الكتابة والبيروقراطية، بحلول منتصف الألفية الثالثة مما يؤدي إلى تطوير الإمبراطوريات المبكرة. في الألفية الثانية هيمنت الإمبراطوريات الحثية والمصرية على السواحل الشرقية للبحر المتوسط، وتنافست للسيطرة على دول المدن في بلاد الشام (كنعان).
انهيار العصر البرونزي هو الانتقال من العصر البرونزي المتأخر إلى العصر الحديدي المبكر، والذي تم التعبير عنه من خلال انهيار اقتصاد القصر الذي تسيّد منطقة بحر إيجة والأناضول في نهاية العصر البرونزي، وتحوّلت الاقتصاديات إلى اقتصاديات القرى المنعزلة في فترة العصور المظلمة في تاريخ الشرق الأدنى القديم. ذهب البعض إلى حد تسمية المحفز الذي أنهى العصر البرونزي «بالكارثة». يمكن رؤية انهيار العصر البرونزي في السياق التاريخ التكنولوجي الذي شهد الانتشار البطيء والمنتشر نسبيًا لتقنية الحديد في المنطقة، بدءًا من العصر الحديدي المبكّر في ما أصبح الآن رومانيا في القرنين الثالث عشر والثاني عشر. حدث الانهيار الثقافي للممالك الموكيانية والإمبراطورية الحثية في الأناضول وسوريا والإمبراطورية المصرية في سوريا وإسرائيل، وانقطاع الاتصالات التجارية بعيدة المدى والكسوف المفاجئ للعلم بين سنوات 1206 و1150 قبل الميلاد. في المرحلة الأولى من هذه الفترة، دمرت بعنف جميع المدن تقريباً بين طروادة وغزة، وغالبًا ماتركت خاوية على عروشها (على سبيل المثال حتوساس وموكناي وأوغاريت). شهدت النهاية التدريجية للعصر المظلم الذي تلاها ظهور الممالك الآرامية الحثية الجديدة التي استقرت في منتصف القرن العاشر قبل الميلاد، وصعود الإمبراطورية الآشورية الحديثة.
خلال العصر البرونزي كان معظم التقدم الثقافي محصورا في الأجزاء الشرقية من البحر الأبيض المتوسط. ولكن في فترة العصر الحديدي فإن كامل المنطقة الساحلية المحيطة بالبحر المتوسط أصبحت مساهمة بالتقدم الثقافي، ويرجع سبب ذلك إلى التوسع الفينيقي من بلاد الشام، ابتداءً من القرن الثاني عشر. وعلق فرنان بروديل في كتابه «وجهة نظر العالم»: أن فينيقيا كانت مثالاً مبكراً على «اقتصاد عالمي» محاط بالإمبراطوريات. يتم عادة وضع نقطة عالية من التمازج بين الثقافة الفينيقية وقوة البحر في الفترة 1200-800 ق.م. وقد أسس الفينيقيون أهم مستوطناتهم قبل هذا بوقت طويل:جبيل وصور وصيدا تل غزال وأرواد وبيريتوس، وجميعها مكتوبة في أقراص العمارنة.
نقل الفينيقيون والآشوريون عناصر من ثقافة العصر البرونزي المتأخر في الشرق الأدنى إلى اليونان وإيطاليا العصر الحديدي، وأيضًا إلى أبعد من ذلك: إلى شمال غرب إفريقيا وإلى إيبيريا حيث أنشئوا بداية تاريخ البحر الأبيض المتوسط المعروف الآن باسم العصور الكلاسيكية القديمة. ونشروا بقوة الكتابة الأبجدية، والتي أصبحت السمة المميزة لحضارات المتوسط في العصر الحديدي، على عكس الكتابة المسمارية لآشور والترميز [الإنجليزية] في الشرق الأقصى (ومن ثم نظام أبوجيدا في الهند).

## العصور الكلاسيكية القديمة

المناطق الواقعة تحت الحكم اليوناني على امتداد سواحل حوض المتوسط خلال الفترة العتيقة

كانت اثنتان من أبرز حضارات البحر الأبيض المتوسط في العصور القديمة الكلاسيكية هي دول المدن اليونانية والفينيقية. فتوسع الإغريق في جميع أنحاء البحر الأسود وجنوبًا عبر البحر الأحمر. وانتشر الفينيقيون عبر غرب البحر الأبيض المتوسط ليصلوا إلى شمال أفريقيا وشبه الجزيرة الإيبيرية. وكانت العديد من الشعوب المتوسطية الكبيرة من القرن السادس ق.م حتى القرن الخامس ق.م تحت الحكم الفارسي الذين هيمنوا على البحر الأبيض المتوسط خلال تلك الفترة. وقدم كلا من الفينيقيين وبعض دول المدن اليونانية في آسيا الصغرى قواتها البحرية للإمبراطورية الفارسية الأخمينية. وقد انتهت الهيمنة الفارسية بعد الحروب الفارسية اليونانية في القرن الخامس ق.م، وتمكنت مقدونيا من شل قدرة الفرس في القرن الرابع ق.م.

### الفترة الفارسية
خضعت العديد من الشعوب المتوسطية الكبيرة للحكم الفارسي الأخميني منذ القرن السادس ق.م وحتى نهاية النصف الأول من القرن الرابع ق.م الذين هيمنوا على البحر الأبيض المتوسط خلال تلك الفترة. فالإمبراطورية التي أسسها قورش الكبير ضمت مقدونيا وتراقيا ومايسمى حديثا بلغاريا ومصر والأناضول والأراضي الفينيقية وبلاد الشام والعديد من مناطق حوض البحر المتوسط الأخرى في وقت لاحق. وينسب إلى داريوس الكبير (دارا الأول) باعتباره الملك الأخميني الأول الذي استخدم الأسطول الفارسي. ولم تكن في ذلك الوقت «بحرية إمبراطورية» حقيقية سواء في اليونان أو مصر. واصبحت بلاد فارس الإمبراطورية الأولى تحت حكم داريوس لتدشن وتنشر أول بحرية إمبراطورية عادية. وقدم كل من الفينيقيين والإغريق الجزء الأكبر من القوات البحرية للإمبراطورية الفارسية الأخمينية، إلى جانب القبارصة والمصريين. وقد انتهت الهيمنة الفارسية بعد الحروب الفارسية اليونانية في القرن الخامس ق.م، وفقدت نفوذها في البحر المتوسط أواخر القرن الرابع ق.م بعد غزوات إسكندر الأكبر.

### الفترة الهلنستية

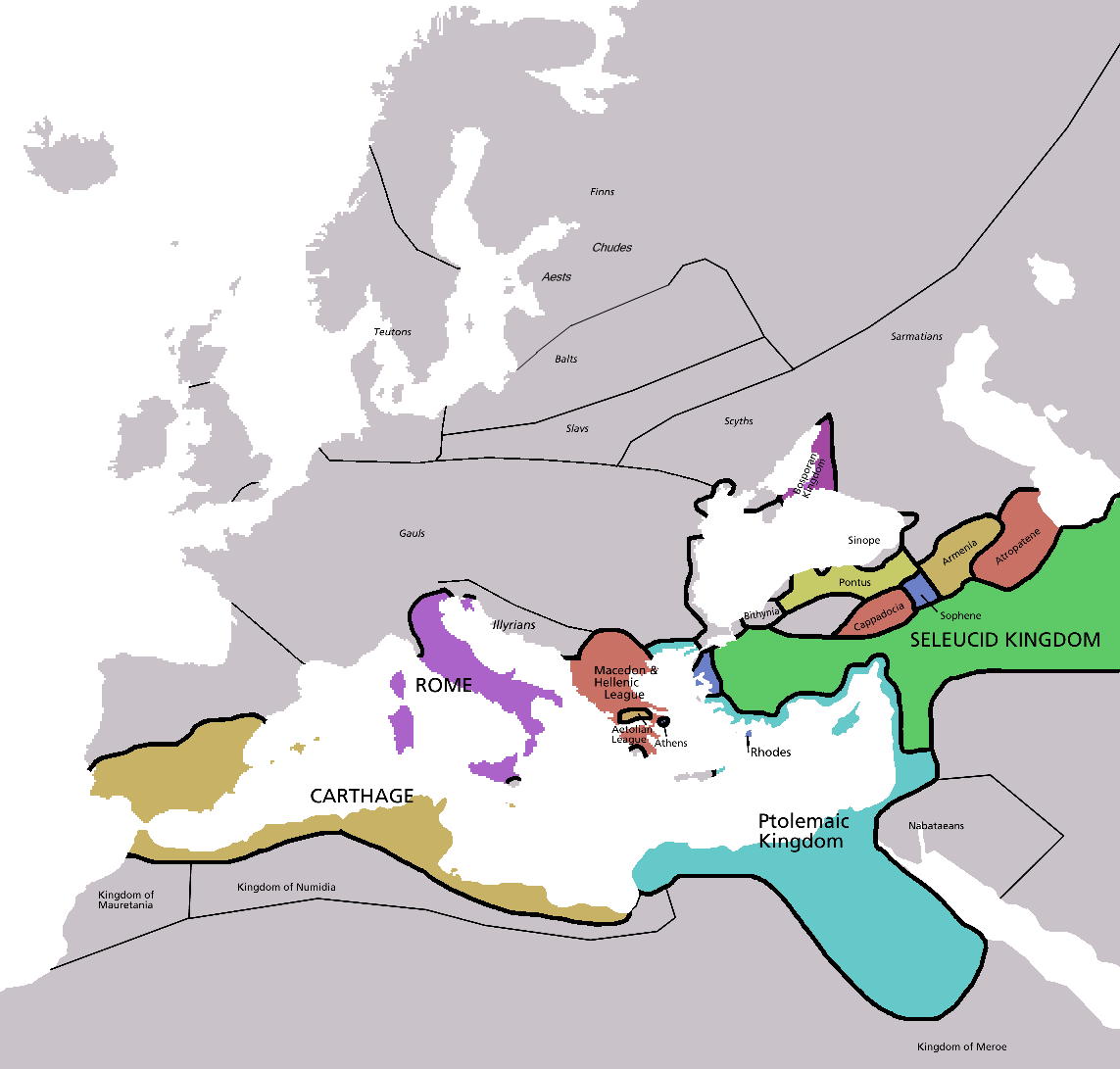
خريطة لدول وإمبراطوريات حوض البحر المتوسط عام 220ق.م

في الجزء الشمالي الأقصى من اليونان القديمة، في مملكة مقدونيا القديمة، صُنعت المهارات التكنولوجية والتنظيمية بعد تاريخ طويل من حرب الفرسان. واعتبر (سلاح الفرسان المرافقين) الأقوى في وقتهم. وتحولت تلك القوة تحت حكم الإسكندر الأكبر شرقا، وفي سلسلة من المعارك الحاسمة استطاعت هزيمة القوات الفارسية. ثم تمكنت من السيطرة على الإمبراطورية المهيمنة على البحر الأبيض المتوسط. وشملت الإمبراطورية المقدونية على اليونان حاليا وبلغاريا ومصر والأراضي الفينيقية والعديد من مناطق حوض البحر المتوسط وآسيا الصغرى. ونتيجة لذلك أصبحت المراكز الرئيسية في البحر المتوسط في ذلك الوقت جزءا من إمبراطورية إسكندر. ولكن سرعان ماتفككت الإمبراطورية بعد موته، واستقلت كل من ممالك الشرق الأوسط ومصر واليونان مرة أخرى. وللعلم فإن انتصارات الإسكندر أدت إلى انتشار المعرفة والأفكار اليونانية في جميع أنحاء المنطقة.

### التنافس الروماني - القرطاجي
سرعان ما طغت على القوى الشرقية تلك القوى القادمة من الغرب البعيد. ففي شمال إفريقيا بدأت قرطاج تلك المستعمرة الفينيقية السابقة تهيمن على محيطها لتكون إمبراطورية ضمت العديد من الحيازات الفينيقية السابقة. ومع ذلك فقد كانت هناك مدينة في شبه الجزيرة الإيطالية اسمها روما استطاعت أن تهيمن في نهاية المطاف على حوض البحر الأبيض المتوسط بأكمله. انتشرت روما أولاً من خلال إيطاليا، ثم انتصرت على قرطاج في الحروب البونيقية، بالرغم من جهود هانيبال العظيمة ضد روما في الحرب البونيقية الثانية.
بعد الحرب البونيقية الثالثة أصبحت روما القوة الرائدة في منطقة البحر الأبيض المتوسط. سرعان ماتوسع الرومان شرقًا مع اليونان، ولعب التراث اليوناني دورًا مهمًا في الإمبراطورية الرومانية. عند هذه النقطة كانت الثقافات التجارية الساحلية مسيطرة بشكل كامل على وديان الأنهار الداخلية التي كانت في يوم من الأيام قلب القوى العظمى. انتقلت السلطة المصرية من مدن النيل إلى المدن الساحلية خاصة الإسكندرية. أصبحت بلاد مابين النهرين منطقة حدودية هامشية بين الإمبراطورية الرومانية والفرس.

### البحر الروماني

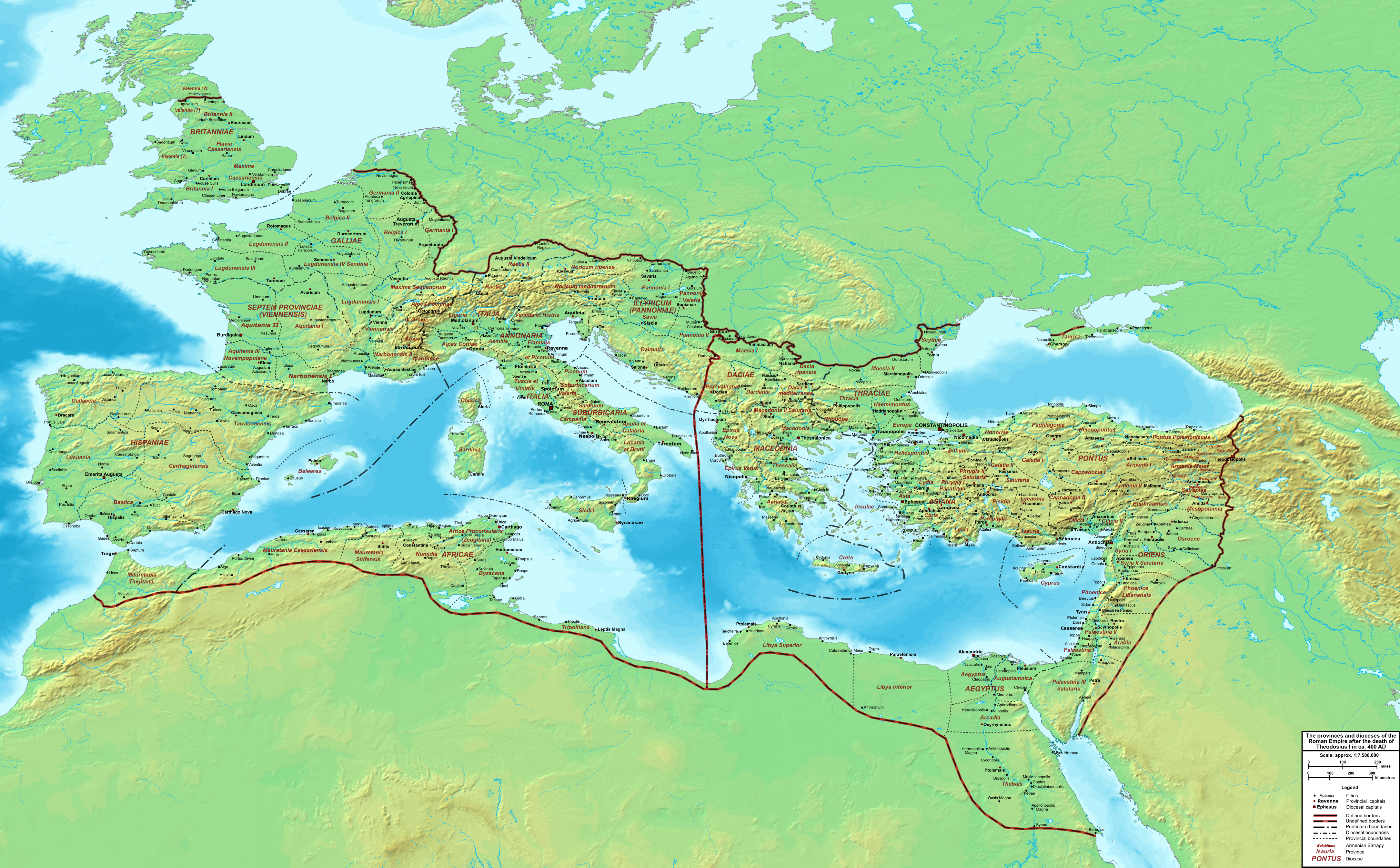
البحر بحرنا تحيط بمناطق الرومان حوالي 400 ب.م.

عندما أسس أغسطس الإمبراطورية الرومانية، أطلق الرومان على المتوسط لقب (باللاتينية: Mare Nostrum)‏ وتعني البحر بحرنا. حيث تركزت إمبراطوريتهم على هذا البحر وامتلئت المنطقة بالتجارة والتنمية البحرية. ولأول مرة في التاريخ خلا كامل البحر (البحر الأبيض المتوسط) من القرصنة. واعتبر البحر الأبيض المتوسط لعدة قرون «بحيرة رومانية» حيث استحوذت الإمبراطورية تقريبا على جميع السواحل.ومع مرور الوقت بدأت الإمبراطورية في الانهيار، وماأن حل القرن الخامس حتى انهارت روما، أي بعد 476م.

### الحقبة البيزنطية
بدأت الإمبراطورية الرومانية الشرقية أو البيزنطية هيمنتها على بلاد الشام خلال حروبها مع بلاد فارس الساسانية المجاورة. وشهد حكمها الذي استمر قرنًا من الزمان ضعفا عامًا في الاقتصاد.وبدأ البيزنطيون يفقدون أراضيهم على أرض البحر الأبيض المتوسط بانتظام، إلا أنهم ظلوا متفوقين في البحر الأبيض المتوسط لعدة قرون خلال فترة الإمبراطوريات الأخرى. في الربع الأول من القرن السابع الميلادي فقد البيزنطيون مساحات من منطقة البحر الأبيض المتوسط أمام الساسانيين أثناء الحرب الساسانية-البيزنطية 602-628 عإلا أنهم استعادوا أراضيهم المفقودة مع نهاية الحرب. ولكن بالنهاية انهى العرب إلى الأبد الهيمنة البيزنطية على المتوسط، ثم جاء الأتراك من بعدهم فهيمنوا على المشهد.

## العصور الوسطى

### عصر الإسلام الذهبي

نطاق الخلافة الإسلامية
توسع الدولة الإسلامية في عهد النبي محمد، 1هـ-11هـ/622-632
توسع الدولة الإسلامية في عهد الخلفاء الراشدين، 11هـ-40هـ/632-661
توسع الدولة الإسلامية في عهد الخلفاء الأمويين، 41هـ-132هـ/661-750

في خضم قرون من الحروب الجامدة التي أضعفت كلا من الإمبراطوريتين البيزنطية والساسانية الفارسية. برزت قوة أخرى في الشرق، وهي دولة الإسلام، فاجتاحت الجيوش العربية في سلسلة من الفتوحات الإسلامية السريعة بدافع ديني للإسلام وبقيادة الخلفاء والقادة العسكريين المهرة أمثال خالد بن الوليد، معظم أنحاء الشرق الأوسط؛ فقللت الأراضي البيزنطية إلى أكثر من النصف وابتلعت كامل الأراضي الفارسية.
عطلت فتوحات المسلمين العلاقات التجارية بين شرق أوروبا وغربيها، بعدما انقطعت طرق التجارة مع ممالك الشرق، إلا أن هذا كان له تأثير غير مباشر لتعزيز التجارة عبر بحر قزوين. ففي حين أعيد توجيه تصدير الحبوب من مصر نحو العالم الشرقي، تم نقل البضائع الشرقية مثل الحرير والتوابل من مصر إلى موانئ مثل البندقية والقسطنطينية. ثم أتت غزوات الفايكنج التي عطلت التجارة في أوروبا الغربية وايقافها. ومع ذلك طور الشماليون التجارة من النرويج إلى البحر الأبيض، وكانت هناك أيضًا التجارة في السلع الفاخرة من الأندلس والبحر الأبيض المتوسط. وقد استعاد البيزنطيون في منتصف القرن الثامن السيطرة على السواحل المحيطة بالجزء الشمالي الشرقي للبحر المتوسط. وقامت سفن البندقية بدءا من القرن التاسع بتسليح نفسها لمواجهة مضايقات العرب مع التركيز على تجارة نقل بضائع الشرق إلى البندقية.
توقف التمدد الإسلامي في الأناضول أمام المقاومة البيزنطية بمساعدة البلغاريين. لكن مقاطعاتها سوريا الرومانية وشمال إفريقيا وصقلية لم تستطع أن تقاوم هذا التمدد، فاجتاح الغزاة الفاتحون الشام وكامل شمال أفريقيا وصقلية. ثم عبروا البحر وأخذوا هسبانيا القوطية قبل أن يتوقفوا في جنوب فرنسا أمام الفرنجة. وسيطرت الإمبراطورية العربية في أقصى امتدادها على 3/4 منطقة البحر الأبيض المتوسط. فقد كانت الإمبراطورية الثانية بعد الإمبراطورية الرومانية التي سيطرت على معظم البحر الأبيض المتوسط. أصبح جزء كبير من شمال إفريقيا منطقة خاضعة للمراكز الإسلامية الرئيسية في الشرق الأوسط، إلا أن الأندلس والمغرب سرعان ما خرجتا عن تلك السيطرة البعيدة وأصبحت مجتمعات حضرية ومتقدمة للغاية.
كانت إمارة صقلية إحدى المراكز الرئيسية للثقافة الإسلامية في البحر الأبيض المتوسط سنوات 831 - 1071. ثم غزاها النورمان المسيحيين، فطورت الجزيرة ثقافتها المتميزة باندماج التأثيرات اللاتينية والبيزنطية. بقيت باليرمو مركزًا تجاريًا وفنيًا رائدًا للبحر الأبيض المتوسط في العصور الوسطى.

خريطة للعمليات والمعارك البحرية الإسلامية-البيزنطية الرئيسية في البحر المتوسط من القرن 7 إلى 11

حافظ الفاطميون على علاقات تجارية متميزة مع دول المدن الإيطالية مثل أمالفي وجنوة قبل الحروب الصليبية، وفقًا لوثائق جنيزا القاهرة. كانت هناك وثيقة مؤرخة في سنة 996 أشارت وجود إلى تجار أمالفيين عاشوا في القاهرة. ونصت رسالة أخرى على أن هناك تجارة بين جنوة مع الإسكندرية. كان الخليفة المستنصر قد سمح لتجار أمالفيين بالإقامة في القدس سنة 1060 بدلاً من دار الضيافة اللاتينية.
ومع ذلك فقد بدأت أوروبا بالانتعاش، حيث بدأت دولها تتشكل بتنظيم ومركزية أكبر في العصور الوسطى المتأخرة بعد عصر النهضة في القرن الثاني عشر. وبدافع من الدين وأحلام الفتح أطلق ملوك أوروبا عددًا من الحروب الصليبية لمحاولة دحر القوة الإسلامية واستعادة الأرض المقدسة. لم تنجح الحملات الصليبية في تحقيق هذا الهدف، لكنها كانت فعالة في إضعاف الإمبراطورية البيزنطية التي بالفعل بدأت تفقد أراضي ضخمة أمام الأتراك السلاجقة ثم الأتراك العثمانيين. كما أن تلك الحروب قد أعادت ترتيب توازن القوى في العالم الإسلامي حيث برزت مصر مرة أخرى قوة رئيسية في شرق البحر المتوسط.
أدت الحروب الصليبية إلى ازدهار التجارة بين أوروبا ومنطقة الخارج. أنشأت جنوة وفينيسيا وبيزا مستعمرات في المناطق التي سيطر عليها الصليبيون وأتت لتسيطر على التجارة مع الشرق. كما سمحت لهم هذه المستعمرات بالتجارة مع العالم الشرقي. على الرغم من أن سقوط الدول الصليبية ومحاولات البابوات حظر العلاقات التجارية مع الدول الإسلامية قد عطلت التجارة مع الشرق مؤقتًا، إلا أنها استمرت بعد ذلك.

### تجارة الرقيق
كانت العبودية جزءًا استراتيجيًا ومهمًا جدًا في جميع المجتمعات المتوسطية خلال العصور الوسطى. كان التهديد بأن يصبح أحدهم عبداً هو الخوف الدائم للفلاحين والصيادين والتجار. أما أولئك الذين لديهم المال أو لديهم دعم مادي فقد كانوا يخشون فقط من نقص الدعم، في حالة تهديدهم بالاختطاف للحصول على فدية.
كان هناك العديد من الأمور التي يمكن أن تحدث للأشخاص في منطقة البحر الأبيض المتوسط في العصور الوسطى:
1. قيام قراصنة عاديين أو قراصنة البربر أو قراصنة فرنسيون [الإنجليزية] أو لصوص التجارة بتجارتهم، فيمكنهم خطف أو بيع الفلاح أو الصياد أو القروي الساحلي الذي لم يكن لديه أي دعم مالي وبيعه لتجار الرقيق أو الخصوم الذين يحققون أرباحًا كبيرة في السوق الدولي؛
2. إذا كان الأسير ثريًا أو كان له مؤيدون مؤثرون، يمكن فدية الأسير. وهذا الأمر هو الأكثر فائدة، حيث أن دفع النقود يكون فوريًا، ولايستغرق وقتًا طويلًا لبيعه كما في تجارة الرقيق؛
3. يمكن استخدام الأسير فورًا من قِبل قائد السفينة للعمل على السفينة بدلاً من المتاجرة به. كان غالباً مايستعمل أسرى الحرب عبيدا بعد أسرهم مباشرة في معارك تلك الحقبة.

وكان الملوك والأباطرة يأخذون أعداد كبيرة من السجناء، حيث يقومون باستعراضهم عبر المدينة، ويحتفلون فرحا لأسرهم، ويعرضون في مواكب النصر أمام الدبلوماسيين.

### أواخر العصور الوسطى

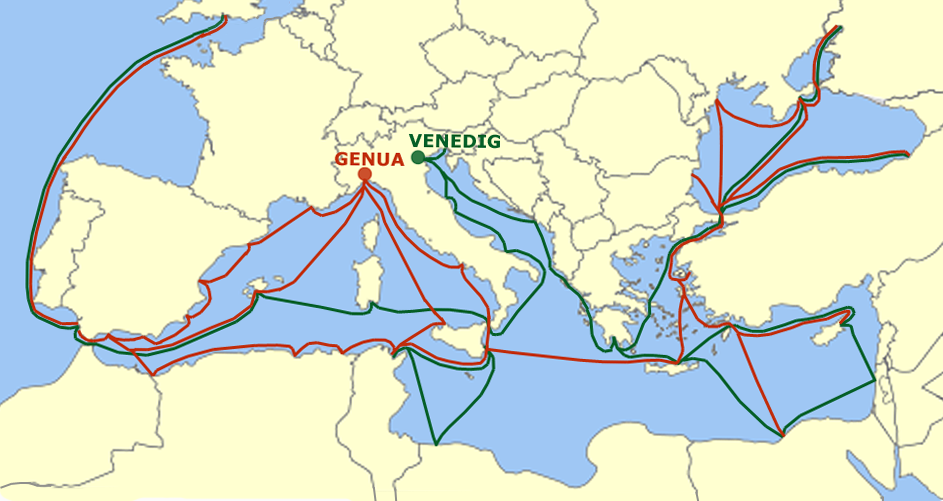
الطرق البحرية لتجار جنوة (الأحمر) والبندقية (الأخضر) في البحر المتوسط.

طورت الجمهوريات البحرية (بالإيطالية: Repubbliche Marinare)‏ وهي البندقية وجنوة وأمالفي وبيزا إمبراطورياتهم الخاصة على شواطئ البحر المتوسط. حيث لم تتمكن الدول الإسلامية من تشكيل قوة بحرية رئيسية. فقد أضحت التجارة من الشرق إلى أوروبا بيد التجار الإيطاليين، وخاصة الجنوة والبندقية اللتان استفادتا منها بقوة. واستخدمت جمهورية بيزا ومن بعدها جمهورية راغوسا الدبلوماسية لزيادة التجارة وحافظت على النهج التحرري في الشؤون المدنية لكسب المزيد من آراء سكانها.
تمكنت جمهورية البندقية من السيطرة على سواحل شرق البحر المتوسط بعد الحملة الصليبية الرابعة.
وقع في سنوات 1275 و 1344 صراع للسيطرة على مضيق جبل طارق، ضم السلطنة مرينية وإمارة غرناطة وتاج قشتالة وتاج أراغون ومملكة البرتغال وجمهورية جنوة، وتميز هذا الصراع بتغيير التحالفات بين الجهات الفاعلة الرئيسية. فأضحت المدن الأيبيرية مثل طريفة والجزيرة الخضراء أو رندة وميناء سبتة المغربي على المحك. وتمكن تاج أراغون من السيطرة على السواحل الغربية للمتوسط بفضل ممتلكاته في صقلية ومملكة نابولي ومملكة سردينيا وجزر البليار ودوقية أثينا ودوقية نيوباتريا وعدة مدن في شمال إفريقيا.
وفي سنة 1347 انتشر الموت الأسود من القسطنطينية عبر حوض البحر الأبيض المتوسط.
برزت القوة العثمانية وبدأت تنمو باضطراد، وتمكنت في سنة 1453 من القضاء على الإمبراطورية البيزنطية مع فتح القسطنطينية. وتمكنوا من السيطرة على اليونان وبلغاريا ومعظم البلقان وسرعان ما بدأوا ينتشرون عبر شمال إفريقيا. نمت شمال إفريقيا ثرواتها من التجارة عبر الصحراء الكبرى. إلا أن البرتغاليين الذين شاركوا إلى جانب القوى المسيحية الأخرى في حملاتهم لطرد المسلمين من أيبيريا، قد وجدوا طريقة للتحايل على هذه التجارة من خلال التجارة المباشرة مع غرب أفريقيا. وتمكنوا الإبحار إلى تلك المناطق البعيدة من خلال تطوير نوع جديد من السفن وهي كارافيل التي جعلت التجارة عبر أمواج المحيط الأطلسي القوية مربحة لأول مرة. أضعف انخفاض التجارة الصحراوية شمال إفريقيا، وجعلها هدفا سهلا للعثمانيين.
استولت مملكة البرتغال على سبتة سنة 1415، فسعت بعدها إلى تقويض مصالح قشتالة وأراغون وجنوة في المنطقة.
خلال العصور الوسطى حظرت الممالك المسيحية والإسلامية المتنافسة تجارة سلع معينة إلى ممالك العدو أو تهريبها بما في ذلك الأسلحة. فحرم الباباوات تصدير هذه السلع إلى العالم الإسلامي. ومنع العثمانيون تصدير الأسلحة وغيرها من العناصر الإستراتيجية إلى الدول المسيحية حتى في معاهدات السلام، ومع ذلك يمكن للدول الصديقة أن تستورد بعض البضائع الممنوعة من خلال الامتيازات. على الرغم من تلك المحظورات، إلا أن تجارة السلع المهربة على كلا الجانبين لم تتوقف. واستمر التجار الأوروبيين بتبادل السلع غير القانونية مع المسلمين. لم يكن العثمانيون قادرين على قمع تجارة التهريب الذي يتم بشكل أساسي في فصل الشتاء عندما كانت البحرية العثمانية تتمركز في ترسانة إسطنبول غير قادرة على منع السفن العثمانية وغير العثمانية من الانغماس في تلك التجارة.

## العصر الحديث

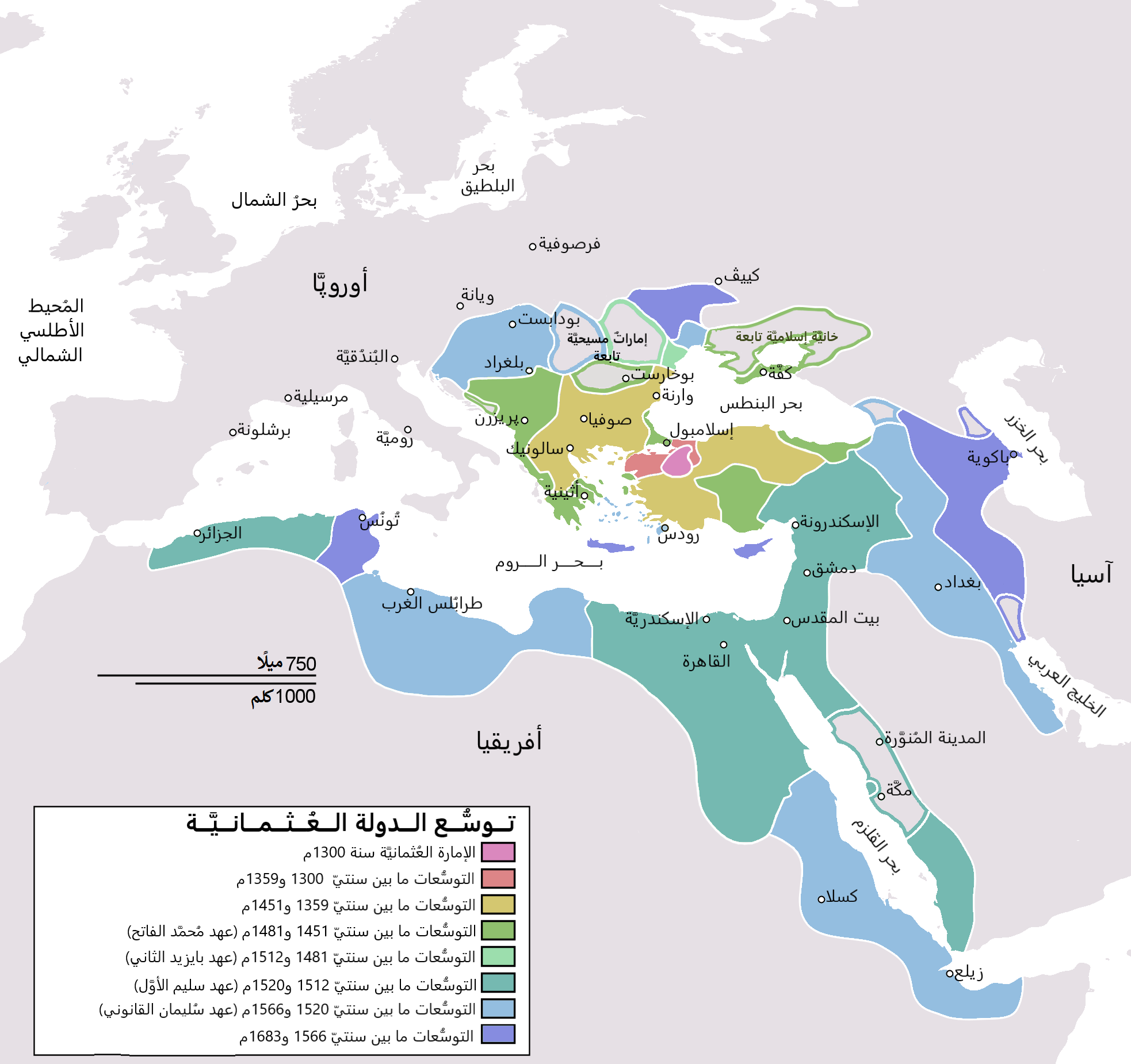
أراضي الدولة العثمانية المكتسبة بين 1300 و 1683.

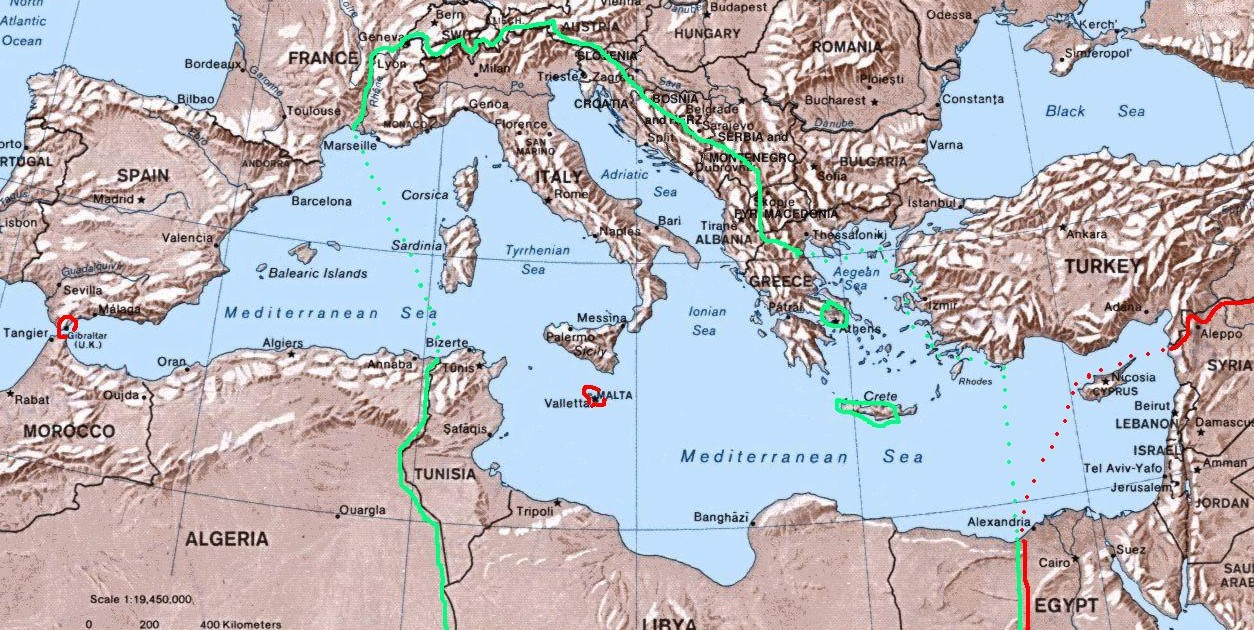
أقصى امتداد للسيطرة الإيطالية على سواحل البحر الأبيض المتوسط والبحار (داخل الخط الأخضر والمنقطة) في صيف / خريف 1942. المناطق الخاضعة لسيطرة الحلفاء باللون الأحمر.

واجهت القوة البحرية المتنامية للقوى الأوروبية المزيد من التوسع العثماني السريع في المنطقة بعدما عتقدوا أن معركة ليبانتو قد قيدت البحرية العثمانية. إلا أن تلك المعركة قد أبطأت التوسع العثماني فقط ولم تتمكن من انهائه، فاستولوا على قبرص وجعلوها إيالة عثمانية سنة 1571. وانضمت تونس إلى الحكم العثماني في سنة 1574. وبعد حوالي جيل كامل من الحصار في جزيرة كريت خرجت البندقية من هذه الجزيرة الاستراتيجية سنة 1669 فضمها العثمانيون إليهم [الإنجليزية].
ومن ثم بدأ توازن القوى بين إسبانيا والدولة العثمانية حتى القرن الثامن عشر، حيث سيطر كل منهما على نصف البحر المتوسط، فتقلصت أهمية القوة البحرية الإيطالية. علاوة على ذلك نجحت العثمانيون في هدفهم المتمثل في توسيع نطاق حكم المسلمين عبر ساحل شمال إفريقيا.
أثر تطوير الملاحة البحرية بعيدة المدى تأثيرا قويا على كامل البحر المتوسط. ففي الوقت الذي كانت تمر فيه جميع التجارة من الشرق عبر المتوسط، ظهرت الإكتشافات البرتغالية التي مكنت بالتنقل الدائري لأفريقيا باستيراد الذهب والتوابل والأصباغ مباشرة إلى موانئ أوروبا الأطلسية. بالإضافة إلى أن الأمريكتان كانتا أيضًا مصدرًا قويا للثروة للقوى الغربية، ولم تنل منها بعض دول البحر المتوسط نصيبا.
وهكذا انتقلت مركز القوة الأوروبية إلى الشمال وأصبحت إيطاليا التي كانت غنية ذات يوم منطقة هامشية يسيطر عليها الأجانب. وبدأت الدولة العثمانية في التراجع البطيء حيث نالت ممتلكاتها في شمال إفريقيا استقلالًا فعليًا وتقلص نفوذها الأوروبي تدريجيًا بسبب القوة المتزايدة للنمسا وروسيا.
وما أن حل القرن التاسع عشر حتى أضحت الدول الأوروبية قوى عظمى، وبدأت في استعمار شمال إفريقيا. نشرت فرنسا قوتها جنوبًا بعدما استولت على الجزائر سنة 1830 ثم تونس سنة 1881. واحتلت بريطانيا مصر في 1882. وأخذت إيطاليا ليبيا من العثمانيين سنة 1911. ونالت اليونان استقلالها سنة 1832. واخيرا انهارت الدولة العثمانية في الحرب العالمية الأولى، فتنازعت فرنسا وبريطانيا على مقتنياتها. فأصبحت دولة تركيا المستقلة في 1923 هي الخلف القانوني للدولة العثمانية في المسرح الدولي. ونشأت يوغوسلافيا من الإمبراطورية النمساوية المجرية السابقة في نهاية الحرب العالمية الأولى.
خلال النصف الأول من القرن العشرين كان البحر الأبيض المتوسط هو مركز التوسع لمملكة إيطاليا، وكان أحد المسارح الرئيسية لمعارك الحرب العالمية الثانية بين دول المحور والحلفاء. تميزت فترة مابعد الحرب العالمية الثانية بالنشاط المتزايد في شرق البحر المتوسط، حيث شكلت الأعمال البحرية جزءًا من الصراع العربي الإسرائيلي المستمر واحتلت تركيا الجزء الشمالي لقبرص. قسمت توترات الحرب الباردة البحر الأبيض المتوسط إلى فصائل مؤيدة للولايات المتحدة وموالية للاتحاد السوفيتي، حيث أصبحت تركيا واليونان وإسبانيا وإيطاليا وفرنسا أعضاء في الناتو. كانت سوريا اشتراكية ونظامًا مؤيدًا للاتحاد السوفيتي، حيث قدمت للسوفيتين منفذًا للبحرية التابعة لهم بموجب اتفاق 1971. كانت يوغوسلافيا شيوعية ولكن لم تكن في المعسكر السوفيتية ولا الأمريكي. كانت مصر تميل نحو السوفييت في عهد ناصر لكنها تحولت بعد ذلك نحو النفوذ الأمريكي في عهد السادات. إسرائيل ومصر تلقيا مساعدات عسكرية أمريكية ضخمة. جعلت القوة البحرية الأمريكية البحر الأبيض المتوسط قاعدة للأسطول السادس للولايات المتحدة خلال الحرب الباردة.
اليوم البحر الأبيض المتوسط هو الحدود الجنوبية للاتحاد الأوروبي ويمثل واحدة من أكبر المناطق للطرق التجارية في العالم. وصف رئيس الوزراء المالطي البحر الأبيض المتوسط بأنه «مقبرة» بسبب كثرة المهاجرين الذين غرقوا فيها. في أعقاب حطام سفينة لامبيدوزا المهاجرة لعام 2013، قررت الحكومة الإيطالية تعزيز النظام الوطني لدوريات البحر الأبيض المتوسط من خلال تفعيل عملية ماري نوستروم وهي عملية عسكرية وإنسانية من أجل إنقاذ المهاجرين واعتقال تجار البشر المهاجرين.

## قراءات أخرى
- Abulafia، David (2011). The Great Sea: A Human History of the Mediterranean. دار نشر جامعة أكسفورد. ISBN:978-0-19-532334-4.
- فرنان بروديل. The Mediterranean in the Age of Philip II. 2 vol 1972), the classic history by the leader of the French مدرسة الحوليات؛ excerpt and text search vol 1؛ excerpt and text search vol 2
  - John A. Marino, "The Exile and His Kingdom—The Reception of Braudel’s Mediterranean," Sixteenth Century Journal (2003) 34#4
- Burke, III, Edmund. "Toward a Comparative History of the Modern Mediterranean, 1750–1919," Journal of World History (2012) 23#4 pp. 907–939

- Chambers, Iain. Mediterranean Crossings: The Politics of an Interrupted Modernity (Duke University Press, 2008).
- Horden, Peregrine and Nicholas Purcell. The Corrupting Sea: A Study of Mediterranean History. Malden, MA: Blackwell, 2000.
  - Horden, Peregrine and Purcell, Nicholas. "The Mediterranean and 'the New Thalassology'" American Historical Review (2006) 111#3 pp 722–740 online
- بارنابي روجرسون. The Last Crusaders: The Hundred-Year Battle for the Center of the World  (Overlook Press; 2010) 482 pages. Traces power struggles in the Mediterranean between 1450 and 1590.
- Thiollet, Jean-Pierre  [لغات أخرى]‏. Je m'appelle Byblos.
- Philip V. Bohlman, Marcello Sorce Keller, and Loris Azzaroni (eds.), Musical Anthropology of the Mediterranean: Interpretation, Performance, Identity, Bologna, Edizioni Clueb – Cooperativa Libraria Universitaria Editrice, 2009.
- Schlicht, Alfred, "Die Araber und Europa"  Stuttgart 2008 (Kohlhammer)
- Broodbank، Cyprian (2013). The Making of the Middle Sea: A History of the Mediterranean from the Beginning to the Emergence of the Classical World. دار نشر جامعة أكسفورد. ISBN:0-19-999978-3.

## وصلات خارجية
- Ancient Mediterranean Civilizations Timeline (10000 BC to 700 AD)
- Ancient Mediterranean History Encyclopedia
- History of the Mediterranean at historyworld.net